# Приимков-Ростовский, Дмитрий Михайлович Дрыган
Князь Дмитрий Михайлович Приимков-Ростовский по прозванию Дрыган (ум. после 1582) — русский военный и государственный деятель, голова и воевода во времена правления Ивана IV Васильевича Грозного.
Из княжеского рода Приимковы-Ростовские. Старший сын князя Михаила Андреевича Приимкова-Ростовского. Имел младшего брата, князя Андрея Михайловича.

## Биография
В 1571 году князь Дмитрий Михайлович Приимков-Ростовский был одним из поручителей по боярине князе Иване Фёдоровиче Мстиславском о не выезде его из Русского государства в Речь Посполитую.
В 1573 году — четвёртый воевода в Юрьеве Ливонском. В 1576-1577 годах находился на воеводстве во Владимире. В 1577 году упоминается в дворянах и есаулах в государевом полку в походе на Лифляндию. В 1578 году первый воевода во Владимирце.  В 1579 году голова в походе на Лифляндию, а после похода назначен пятым воеводой в Юрьев-Ливонский. В мае 1580 года приказано ему идти из Юрьева-Ливонского, а по росписи указано — ежели польские войска пойдут к Куконосу и другим городам, а ко Пскову не пойдут, то сойдясь в Новгородке Ливонском с бояриным и князем Шуйским идти против польского короля воеводой Большого полка. В этом же году третий осадный воевода в Юрьеве-Ливонском. В 1581-1582 годах первый осадный воевода во Владимирце.
Имел местнические счеты с князем Иваном Самсоновичем Турениным.
По родословной росписи показан бездетным.